# Phaea monostigma
Phaea monostigma là một loài bọ cánh cứng trong họ Cerambycidae.